# Burggraben

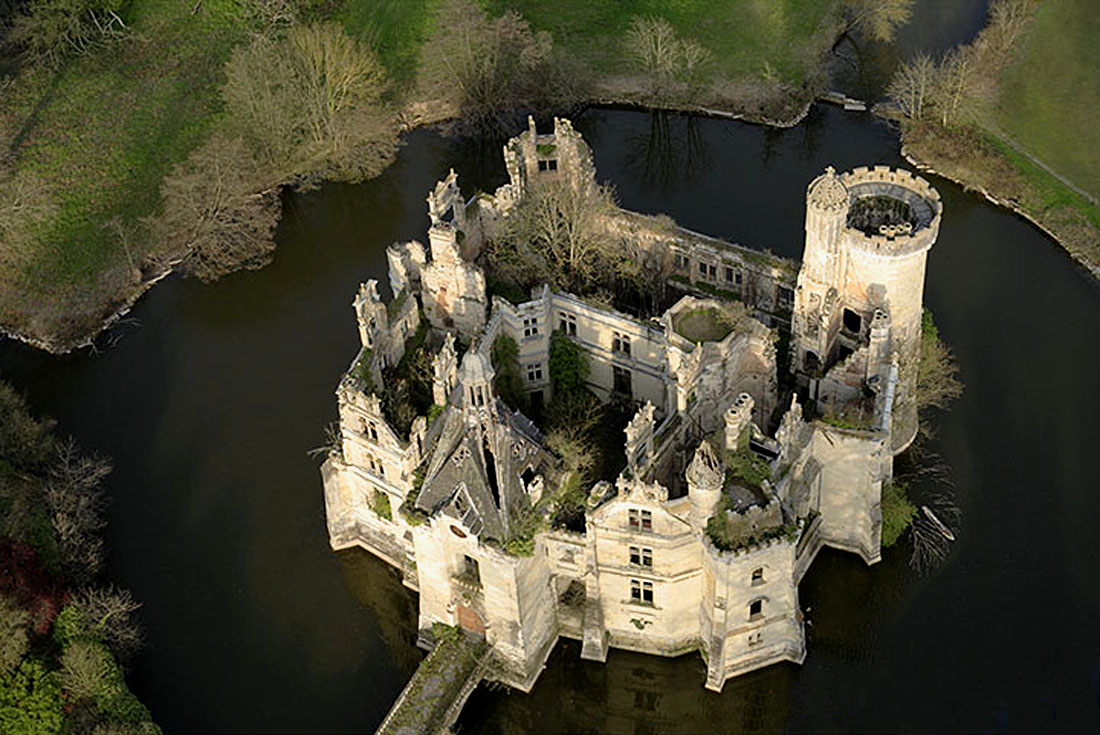
Wassergraben (La Mothe-Chandeniers, Nouvelle-Aquitaine)

Der Burggraben ist ein Annäherungshindernis im unmittelbaren Vorfeld einer mittelalterlichen Burg. Der künstlich angelegte Graben kann das Burgareal vollständig umschließen oder partiell an besonders gefährdeten Stellen von der Umgebung abriegeln. Durch den Graben wurden Angreifer daran gehindert, unmittelbar an das Tor oder die Mauer zu gelangen. Insbesondere der Einsatz von schwerem Belagerungsgerät, wie Wandelturm oder Rammbock konnte dadurch effektiv behindert werden.
Grabenhindernisse waren bereits bei antiken Befestigungsanlagen weit verbreitet, bei römischen Militärlagern wurden sie als fossa bezeichnet. Auch im neuzeitlichen Festungsbau blieb der Graben ein wichtiger Bestandteil.

## Wasser- und Trockengräben

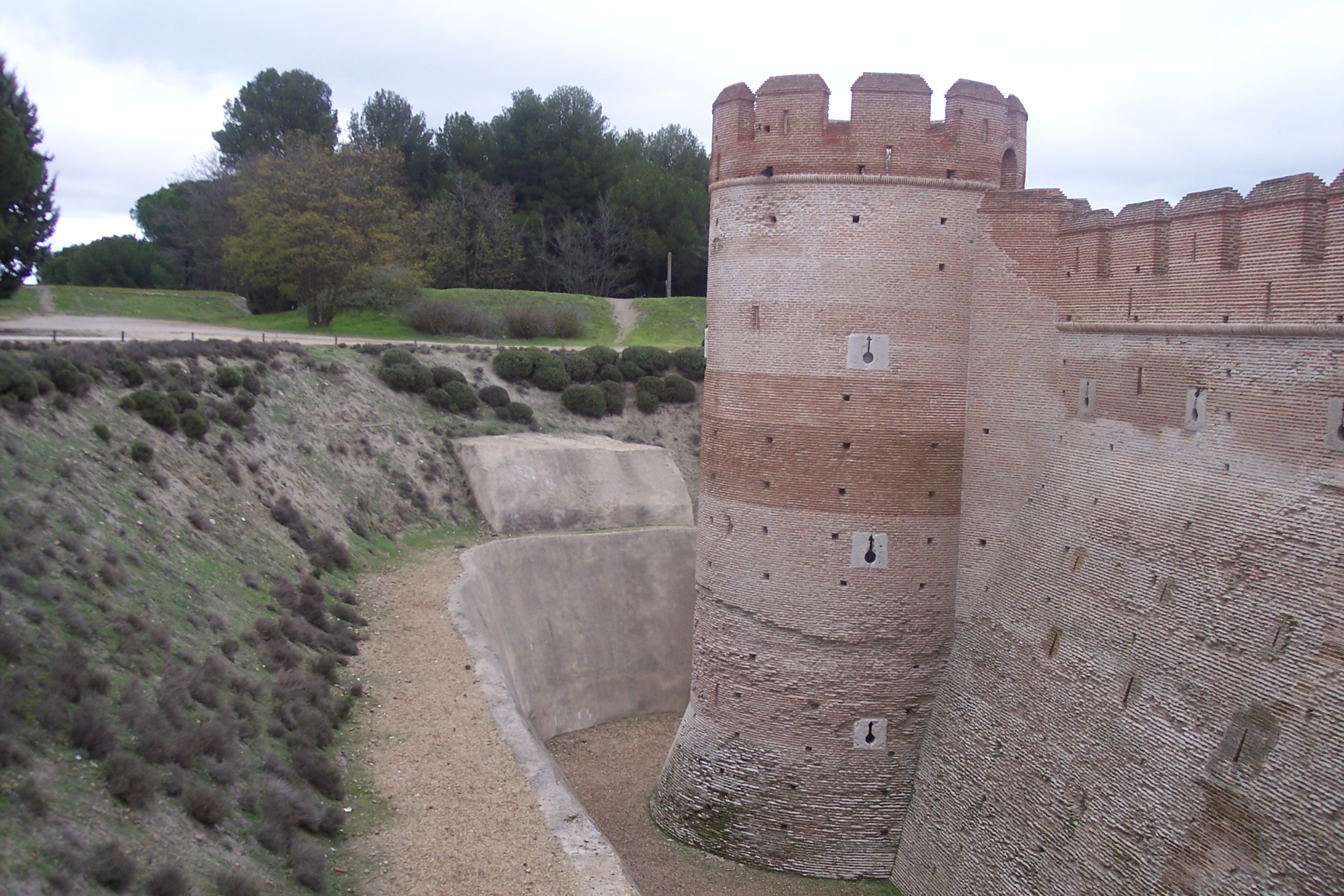
Trockengraben (Castillo de la Mota, Valladolid, Spanien)

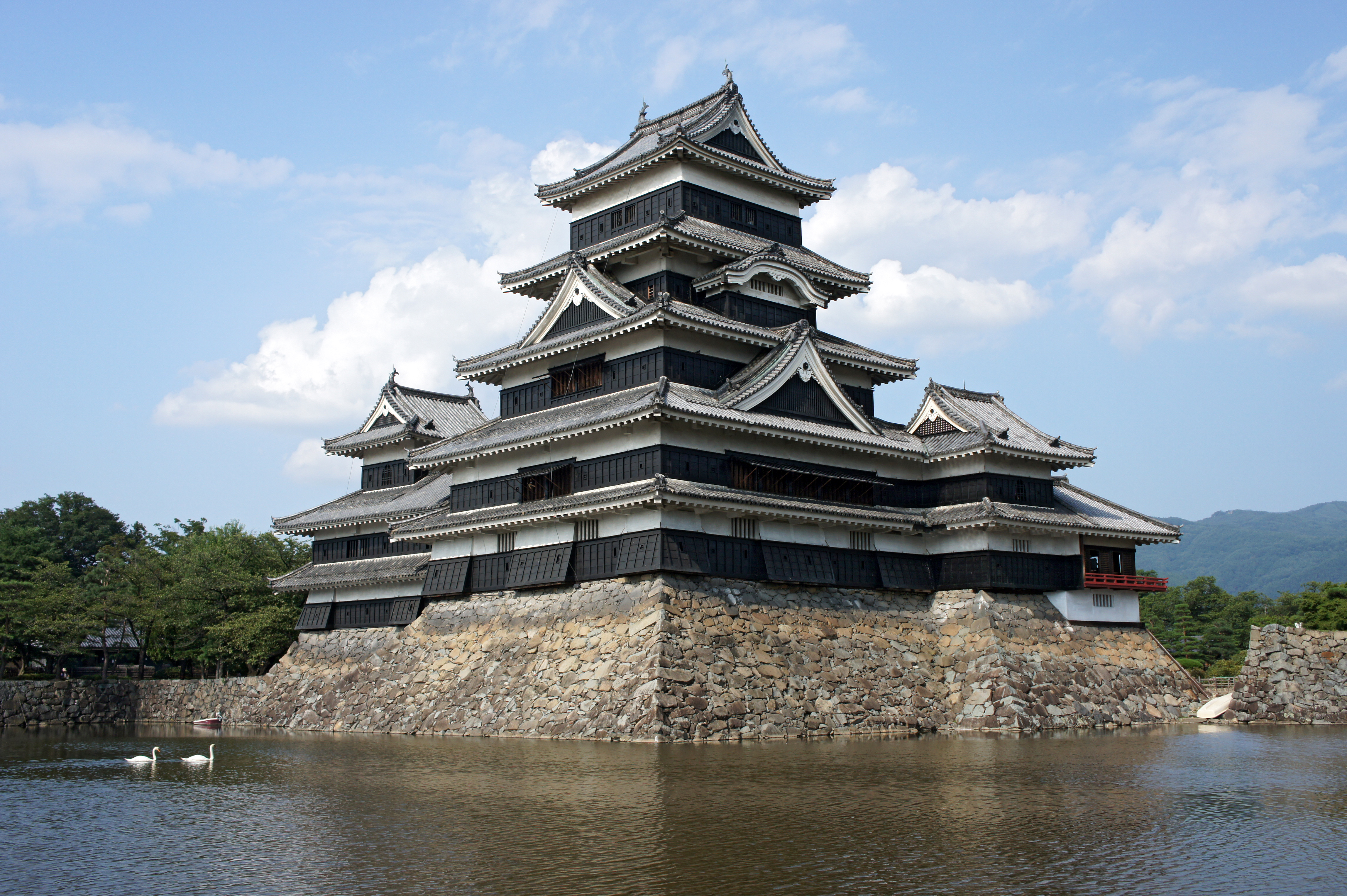
Wassergraben der Burg Matsumoto, Japan

Die häufigste Art des Burggrabens war der Trockengraben, der durch seine Tiefe und gegebenenfalls durch steile Böschungen die Annäherung an die Burg erschwerte. Trockengräben konnten auf der Grabensohle mit zusätzlichen Hindernissen ausgestattet sein, beispielsweise durch Reihen angespitzter Pfähle (Pfahlgraben).
Wassergräben kamen praktisch nur bei Niederungsburgen vor. Bei Höhenburgen war die Anlage eines Wassergrabens konstruktiv nicht sinnvoll und überdies war hier Wasser äußerst rar – oft war die Anlage eines Brunnens das aufwendigste und teuerste Bauvorhaben, wenn der Brunnenschacht durch viele Meter Fels bis auf das Grundwasserniveau getrieben werden musste. Viele Höhenburgen hatten deshalb lediglich Zisternen.
Die Gräben einiger Niederungsburgen und Stadtbefestigungen wurden erst im Angriffsfall geflutet. Dazu musste ein Fluss oder See in der Nähe der Anlage vorhanden sein. Besonders Städte ersetzten den Wassergraben gerne durch ein System vorgelagerter Teiche, die in Friedenszeiten als Fischteiche dienen konnten und die Nahrungsmittelversorgung verbesserten.
Gräben mit stehendem Wasser hatten den Nachteil, dass das Wasser schnell faulig wurde und der Graben versumpfte, wodurch er leicht zu einer Brutstätte für Krankheitserreger werden und allgemein die Lebensqualität auf der Burg mindern konnte. Allerdings gab es auch Burganlagen, die absichtlich in ein Sumpfgelände gebaut wurden (Sumpfburgen), da durch das morastige Gelände die feindliche Annäherung besonders effektiv erschwert wurde.
Um mittels Frischwasserzufuhr eine Versumpfung zu vermeiden, wurden Wassergräben oft durch Kanäle mit Fließgewässern verbunden.
Ein weiterer Vorteil von Wassergräben, die mit natürlichen Gewässern in Verbindung standen, war der vollständige Schutz gegen Unterminierung, also gegen den Bau unterirdischer Stollen oder Sappen, mit denen die Wehrmauer zum Einsturz gebracht werden konnte. Durch das nachfließende Wasser war die Anlage solcher Stollen nicht möglich.

## Grabenarten

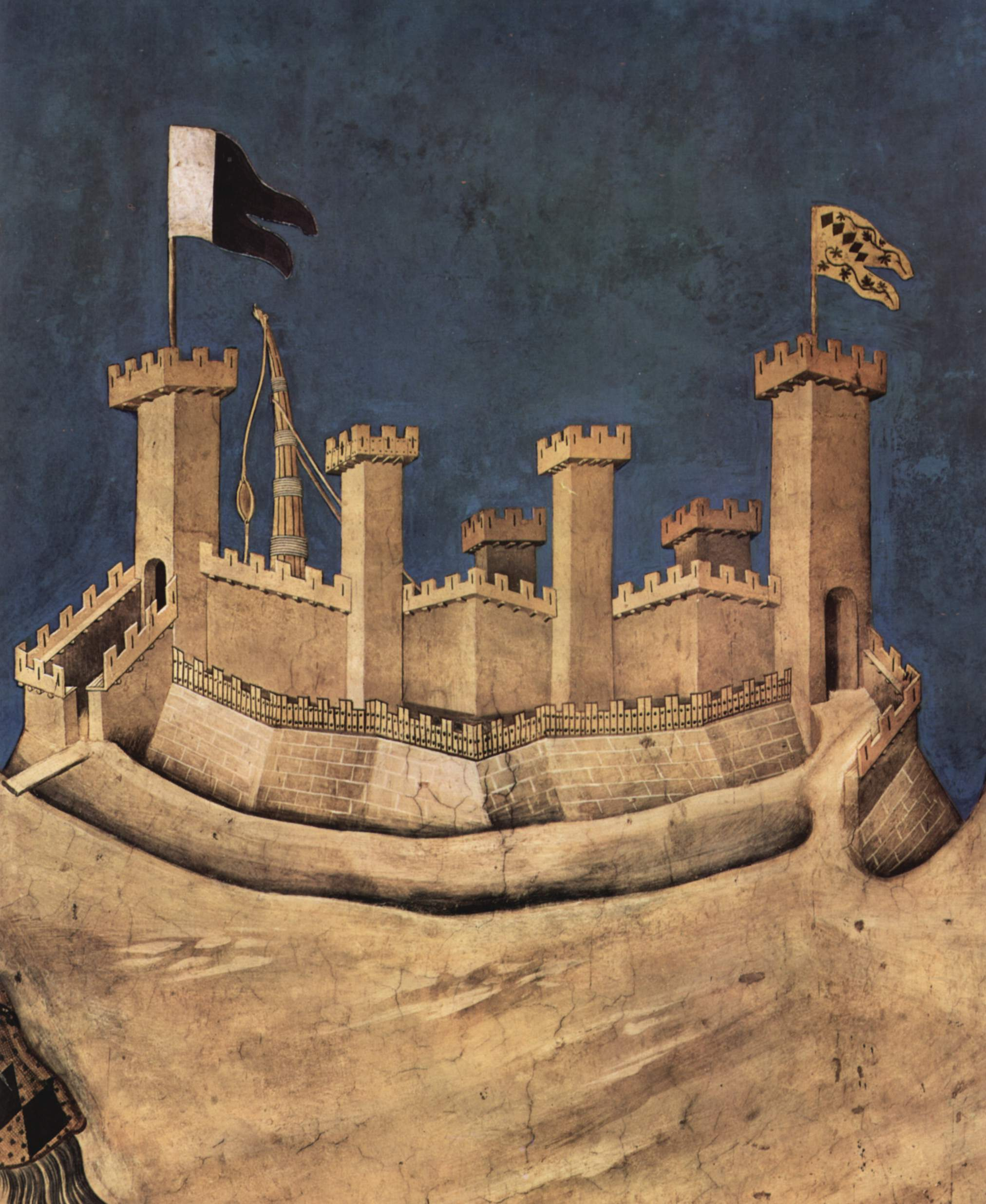
Hanggräben in einer zeitgenössischen Darstellung aus dem 14. Jahrhundert von Simone Martini

Entsprechend ihrer Position in der Befestigungsanlage werden folgende Grabenarten unterschieden:
- Ringgraben: ein die gesamte Burganlage ringförmig umschließender Graben, der bei Niederungsburgen häufig Anwendung findet.
- Halsgraben: Der Halsgraben ist bei Höhenburgen weit verbreitet, insbesondere bei der Untergruppe der Spornburgen. Er riegelt nur die zugänglichste Seite des Burgareals ab, während die übrigen Seiten durch Steilhänge geschützt sind.
- Abschnittsgraben: Ein Abschnittsgraben trennt separat befestigte Abschnitte einer Burg voneinander ab, beispielsweise Vorburg und Kernburg oder die einzelnen Teile einer Abschnittsburg.
- Hanggraben: Ein Hanggraben wird bei Höhenburgen an weniger steilen Hangpartien angelegt und hat oft eine dem Hangverlauf folgende gekrümmte Form, kann aber auch die gesamte Bergkuppe kreisförmig umschließen.
- Torgraben: Der Graben unmittelbar vor einem Burgtor wird auch als Torgraben bezeichnet. Er wird an dieser Stelle von einer Brücke oder Zugbrücke überspannt, die den Zugang zum Tor ermöglicht. Meistens übernimmt der Ring-, Hals- oder Abschnittsgraben gleichzeitig diese Funktion, aber es gibt auch eigenständige Torgräben, beispielsweise um eine Rampe zu unterbrechen, die zum Tor führt.

Anhand ihres Profils lassen sich Gräben unterscheiden in:
- Spitzgraben: Graben mit keilförmigem, spitz zulaufendem Profil, das das Stehen im Graben erschwert.
- Sohlgraben: u-förmiges Grabenprofil mit einer flachen oder abgerundeten Sohle.

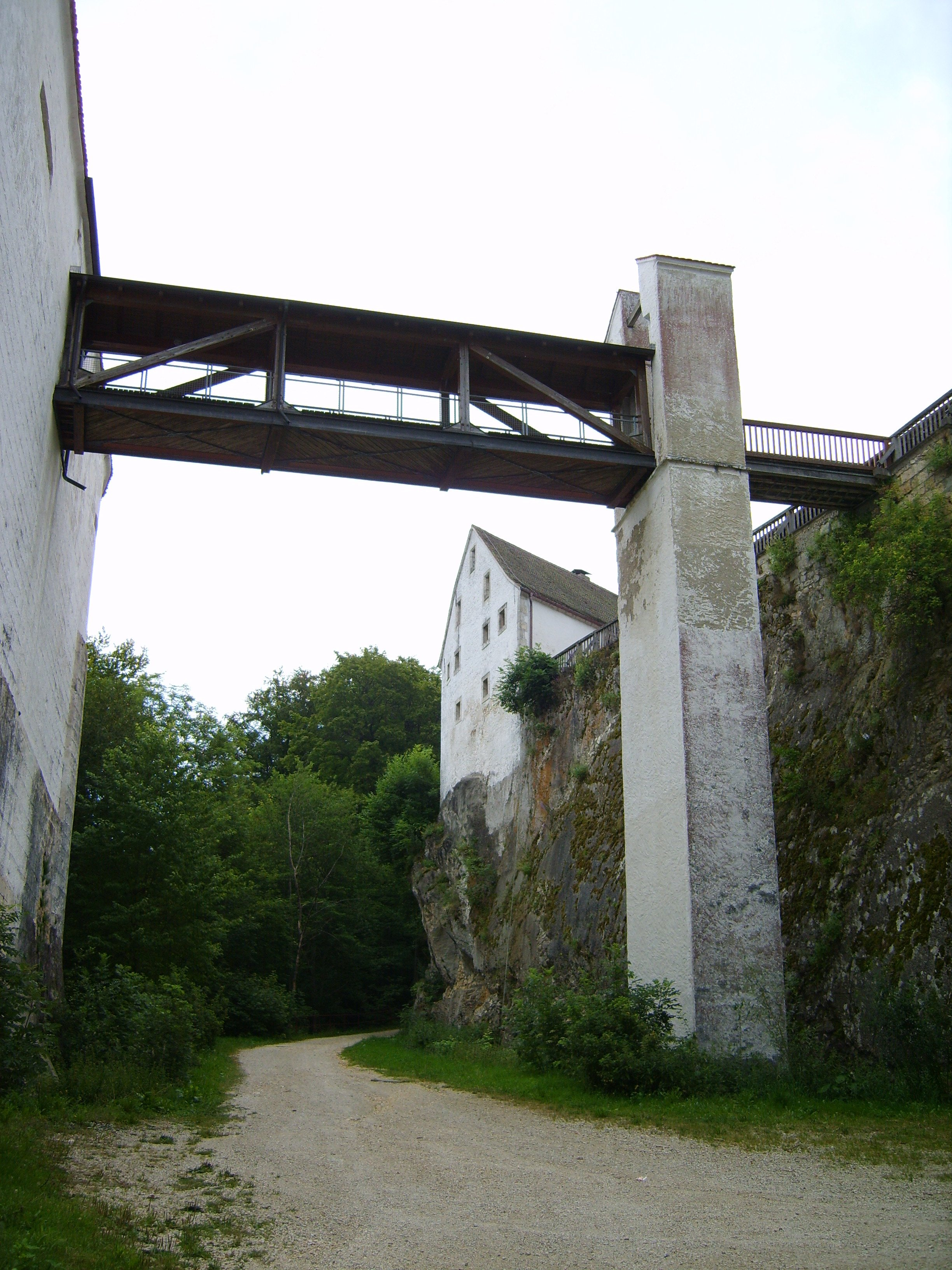
Abschnittsgraben der Burg Wildenstein, heute noch ca. 16 Meter tief

Die Grabentiefen variieren stark, bei manchen vor- und frühmittelalterlichen Befestigungen sind es nur flache Mulden vor niedrigen, ehemals meist palisadengekrönten Wällen, ungarnzeitliche Wallanlagen (10. Jahrhundert) und jüngere weisen hingegen oft sehr tiefe Gräben (5 m, in Einzelfällen bis 20 m, Burg Wildenstein ursprünglich annähernd 30 Meter) auf. Diese außergewöhnlichen Grabentiefen erklären sich oft durch die Ausnutzung und Nachbearbeitung natürlicher Erosionsrinnen und Einschnitte, die Baumeister dieser Burgen hatten den Burgplatz meist bereits entsprechend ausgewählt.
Die Gräben mittelalterlicher Burgen und Stadtmauern wurden später häufig verfüllt, so dass das ursprüngliche Befestigungskonzept heute nur noch eingeschränkt erkennbar ist. Auch hier werden beträchtliche Tiefen erreicht, meist zwischen drei und zehn Metern. Die Grabenaußenwände mittelalterlicher und neuzeitlicher Befestigungen sind oft als Futtermauer ausgeführt. Die Grabenwand verläuft hier meist senkrecht. Dies erschwerte das Eindringen eines Feindes, insbesondere aber auch seinen Rückzug. Der Angreifer war sozusagen im Graben gefangen und konnte leicht mit Fernwaffen bekämpft werden.
Im vor- und frühmittelalterlichen Burgenbau finden sich oft doppelte oder gar dreifache Wall-Graben-Systeme, die einen wirksamen Schutz gegen die Angriffe berittener Horden boten, den Angreifer also zum Fußkampf zwangen. Es kommen sowohl keilförmige Spitz- als auch flache Sohlgräben vor, der Grabenaushub wurde zur Anlage der Befestigungswälle verwendet oder – bei Felsuntergründen – als Baumaterial der Burganlage.
Hochmittelalterliche Burganlagen wurden oft in ältere, oft wesentlich größerflächige Ringwallanlagen eingebaut. Die Wall-Graben-Systeme dieser Vorgängeranlagen sind in zahlreichen eindrucksvollen Beispielen erhalten, etwa um die Burg Niederhaus (Ries), die Burg Bramberg (Haßberge), die Elmsburg im Elm oder die Burg Haltenberg am Lech. Auch der tiefe Halsgraben der Alten Burg bei Neuburg an der Donau ist der Graben einer ungarnzeitlichen Vorgängerburg.

## Heute
Ein moderner „Burggraben“ wird auch um den Deutschen Reichstag gebaut werden.